# Afrikas Fußballer des Jahres 1971
Der Ballon d’Or (französisch für Goldener Ball) der Zeitschrift France Football wurde 1971 zum zweiten Mal für Afrikas Fußballer des Jahres vergeben.

## Abstimmungsmodus
Wählbar waren alle afrikanischen Fußballspieler, unabhängig von ihrer Vereinszugehörigkeit.

## Ergebnis
| Rang | Spieler             | Nationalität        | Verein                 | Stimmen |
| ---- | ------------------- | ------------------- | ---------------------- | ------- |
| 1.   | Ibrahim Sunday      | Ghana               | Asante Kotoko          | 29      |
| 2.   | Robert Mensah       | Ghana               | Asante Kotoko          | 15      |
| 3.   | Charles Léa Eyoum   | Kamerun             | Canon Yaoundé          | 13      |
| 4.   | Laurent Pokou       | Elfenbeinküste      | ASEC Abidjan           | 8       |
| 4.   | Sadok Sassi         | Tunesien            | Club Africain Tunis    | 8       |
| 6.   | Ernest Kallet Bialy | Elfenbeinküste      | Africa Sports National | 6       |
| 6.   | Mafu Kibonge        | Zaire               | Victoria Club          | 6       |
| 6.   | Emmanuel Koum       | Kamerun             | AS Monaco              | 6       |
| 6.   | Hacène Lalmas       | Algerien            | CR Belcourt            | 6       |
| 6.   | François M’Pelé     | Volksrepublik Kongo | AC Ajaccio             | 6       |